# 定远军
定远军，唐军名。定远军城位于今宁夏平罗姚伏镇东北。唐玄宗先天元年（712年），朔方军大总管郭元振筑。驻守于灵州(今宁夏吴忠西北)西黄河外180里，驻兵8000人，有马1600匹。隶属于朔方节度使，为朔方军七军府之一。属于河外五城。
唐宪宗元和十三年(818年)，唐与吐蕃发生定远城之战。朔方节度使杜叔良斩杀吐蕃军两千多人，俘获吐蕃节度副使一人，判官长行39人和大量牲口和辎重。
德宗贞元八年后，隶属于左神策军。

## 定远城使
- 白元光（唐贞元初）

1. ↑  李吉甫《元和郡县图志》：“灵州有定远城，在州东北二百里，先天二年郭元振以西城远阔，安丰势孤，故置此城、募兵镇之”。
2. ↑  宋白《续通典》